# Metalizer
Metalizer je četvrti studijski album švedskog power metal sastava Sabaton, ali je sniman kao njihov prvijenac još 2002. Prva izdavačka kuća sastava, Underground Symphony, je držala prava na album, sve dok ih 2005. nije otkupila izdavačka kuća Black Lodge Records. Prvi album sastava, Fist for Fight, uključen je kao bonus CD s prije neizdanim pjesmama. Većina pjesama s prvog CD-a je prerada pjesama s tog albuma.

## Popis pjesama

### CD 1
1. Hellrider
2. Thundergods
3. Metalizer
4. Shadows
5. Burn Your Crosses
6. 7734"
7. Endless Nights"
8. Hail to the King
9. Thunderstorm"
10. Speeder
11. Masters of the World
12. Jawbreaker (prerada pjesme Judas Priesta)

### CD 2
1. Introduction
2. Hellrider
3. Endless Night
4. Metalizer
5. Burn Your Crosses
6. The Hammer Has Fallen
7. Hail to the King
8. Shadows
9. Thunderstorm
10. Master of the World
11. Guten Nacht
12. Birds of War

## Izvođači
1. Joakim Brodén - vokali, klavijature
2. Rickard Sundén - gitara
3. Oskar Montelius - gitara
4. Pär Sundström - bas-gitara
5. Daniel Mullback - bubnjevi
6. (Daniel Mÿhr - klavijature)

Mÿhr zapravo ne svira na albumu, ali je službeni član grupe. Umjesto njega klavijature svira pjevač Joakim Brodén.